# Коледж об'єднаного світу Нордичного Червоного хреста
Коледж об'єднаного світу Нордичного Червоного хреста (англ. United World College Red Cross Nordic, скорочена назва: «UWC Red Cross Nordic» ((UWCRCN)), раніше відомий як «Red Cross Nordic United World College» — міжнародний коледж-інтернат, розташований поблизу Флекке, фюльке (укр. губернія) Согн-ог-Ф'юране, Норвегія. З 1995 року входить до мережі Коледжів об'єднаного світу. Коледж фінансується фондами усіх Нордичних країн, серед яких фонд Норвезького Червоного Хреста, фонд «Sogn & Fjordane» громади Согн-ог-Ф'юране та інші.
У коледжі навчаються 205 учнів віком від 16 до 20 років з більше, ніж із 80 різних країн, включаючи підлітків із дитячих сіл SOS та біженців. Діти із обмеженими можливостями є пацієнтами в «Центрі реабілітації Хауленда», який розташовується в безпосередній близькості від коледжу. Значна частина учнів отримують стипендії в системі Коледжів об'єднаного світу, які частково чи повністю покривають витрати на навчання та проживання в інтернаті. Претенденти на навчання відбираються на конкурсній основі національними комітетами Коледжів об'єднаного світу, які функціонують більше, ніж у 155 країнах світу. Претенденти з України відбираються національним комітетом «UWC Україна». Основні критерії відбору наведені на сайті комітету.
Коледж є членом Ради міжнародних шкіл (англ. Council of International Schools — «CIS»).

## Коротка історія
Коледж створено у 1995 році зусиллями та за сприяння Норвезького Червоного Хреста, а також, фондів Міжнародного руху Червоного Хреста та за державної підтримки урядів Норвегії і Нордичних держав. 
Для забезпечення високої якості освіти і можливості випускникам продовжувати навчання у кращих університетах світу, у коледжі була запроваджена освітня програма «IB World School» (укр. «Світової школи міжнародного бакалаврату»). 5 вересня 1995 була акредитована «Програма для здобуття диплома міжнародного бакалаврату» (англ. IB Diploma Programme) власником та розробником цієї програми — некомерційним освітнім фондом «International Baccalaureate®».
Урочисте відкриття відбулося наприкінці вересня 1995 за участі Її Величності Королеви Соні, Тура Геєрдала та інших почесних гостей. Королева є покровителькою коледжу і уважно стежить за коледжем з моменту його відкриття.
22 вересня 2015 коледж в урочистій обстановці відсвяткував свій двадцятирічний ювілей за участі Королеви Соні, яка офіційно відкрила дочірнє комерційне підприємство коледжу «UWC Connect» та два його нові корпуси «Центру для відвідувачів», названих на честь Жана Анрі Дюнана та Тура Геєрдала.

## Освітні програми та особливості навчання
Учні коледжу навчаються за «Програмою для здобуття диплома міжнародного бакалаврату» (англ. International Baccalaureate Diploma Programme). Навчання проводиться англійською мовою. Після того, як майбутні учні будуть відібрані для навчання у коледжі, і перед початком навчального року, з-поміж них відбирають тих, хто потребує ознайомлення із усіма аспектами навчання і проживання у коледжі, та потребує опанування англійською на тому рівні, який необхідний для засвоєння навчальної програми. Ці учні проходять тритижневі літні підготовчі курси у коледжі перед початком занять. 
Навчальні предмети поділяються на шість груп. Для отримання диплома міжнародного бакалаврату необхідно обрати по одному предмету з кожної із шести груп — три на вищому рівні, та три на стандартному рівні. Перелік предметів може змінюватися і наводиться як на сайті коледжу, так і на сторінці коледжу на сайті Міжнародного бакалаврату. Дипломи про повну середню освіту міжнародного бакалаврату (англ. The IB diploma) надають можливість здобувати вищу освіту та приймаються і визнаються більше, ніж 2 337 університетами у 90 державах світу.

## Опис
Коледж розташований на березі фіорду поряд із «Центром реабілітації Хауленда» Норвезького червоного хреста, із яким тісно співпрацює та користується його спортивними спорудами, лікувальними і реабілітаційними програмами та обладнанням, такими як басейн, фітнес-центр та спортивна зала, каякінг та дайвінг-клуби, прокат гірських велосипедів тощо. Серед учнів коледжу є діти із обмеженими можливостями і Реабілітаційний центр забезпечує можливість лікування і реабілітації та зміцнення їх здоров'я.  
На території кампусу розташовані:
- центральний офіс, приймальня та адміністративні приміщення;
- навчальні аудиторії та лабораторії;
- Центр Лейфа Хьйо;
- музичний центр та будинок для човнів;
- їдальня та бібліотека;
- пекарня;
- учнівське селище (інтернат).

На території учнівського селища 5 житлових будинків, у кожному з яких проживає по 40 учнів. Кожен будинок носить назву однієї з Нордичних країн: Данський, Шведский, Ісландський, Фінський та Норвезький. У кожному будинку спільний хол, обладнаний для зустрічей і відпочинку жильців та їх відвідувачів. Кімнати, в яких проживають по 5 учнів, обладнані в традиційному норвезькому стилі, і кожна з них має свою власну ванну кімнату. Центральна пральня розташована у центрі житлового комплексу. Тут також розташовані два будинки «Центру для відвідувачів» — Анрі Дюнана та Тура Геєрдала, а також, будинок для персоналу.

## UWC Connect
На території коледжу розташовується його дочірнє комерційне підприємство «UWC Connect», яке є власником «Центру для відвідувачів» і його інфрастуктури, та тісно співпрацює як із колледжем, так і з «Центром реабілітації Хауленда» і мережею національних асоціацій Червоного хреста Нордичних країн. Підприємство є популяризатором освітнього руху «Коледжі об'єднаного світу» та організатором табірного відпочинку учнів як із Норвегії, так і з усього світу та організовує і проводить заходи з навчання, відпочинку, оздоровлення у:
- табірній школі;
- літньому таборі;
- навчальних, розважальних та оздоровчих заходах, починаючи від конференцій і зібрань, до корпоративних і весільних святкувань.

Коледж є членом Норвезької асоціації табірних шкіл (норв. Nordisk Leirskole Forening), до якої входять 45 норвезьких шкіл. До табірної школи приїздять учні 6-10 класів як норвезьких, так і зарубіжних шкіл. Основою навчальної програми є вивчення, вдосконалення і практикування англійської мови із поєднанням активного відпочинку, фізичного розвитку, оздоровлення і загартування.

## Видатні та відомі учні і випускники
Під час королівського візиту Королеви Соні у Китай, вона відвідала Пекінський дослідницький реабілітаційний центр. Як покровителька коледжу, пожертвувала стипендію для одного із пацієнтів Центру, яку згодом за результатами конкурсного відбору виборов Ван Цзяпен — китайський підліток, ноги якого були паралізовані внаслідок Авіаційної катастрофи у 1993. Після закінчення коледжу та Університету Осло він за допомогою своїх нових друзів із Норвегії та за підтримки китайського уряду здійснив свою мрію створити перший на материковому Китаї Китайський коледж об'єднаного світу Чаншу. Також відомий як Марк Ван, Голова правління та засновник «UWC Changshu China», член Міжнародної Ради «Коледжів об'єднаного світу», співзасновник та голова «Національного Комітету коледжів об'єднаного світу Китаю». У 2018 році був обраний депутатом Всекитайських зборів народних представників 13-го скликання, почесний радник Гонконзького фонду миру.

## Українці в UWC Red Cross Nordic
Кожного року у коледжі навчаються діти більше, ніж 80 національностей, серед яких є і українці, рекомендовані на навчання за результатами конкурсного відбору національним комітетом «UWC Україна». Як правило, кожен з учнів демонструє у коледжі високий рівень знань та практичних навичок. Завдяки успішності та іншим якостям учні з України, як і з багатьох інших країн, за результатами навчання отримують пропозиції від фонду Девіса на отримання стипендій для продовження навчання у вищих навчальних закладах США.

### Випускники коледжу, які здобули ґранти на навчання
| Ім'я             | Ґрант на навчання, спеціальності                                            | Продовження навчання, стажування, робота                                                  |
| Юлія Кравцова    | Коледж Св. Олафа економіка та фінанси                                       |                                                                                           |
| Антон Смільський | Університет Оклахоми міжнародна діяльність/ інформаційні системи управління | Університет Оклахоми, асистент                                                            |
| Віктор Куций     | Університет Оклахоми біологія                                               |                                                                                           |
| Андрій Авраменко | Коледж Колбі економіка та фінанси                                           | Лондонська школа економіки та політичних наук, Лондонське відділення банку JPMorgan Chase |
| Ганна Ревчун     | Коледж Атлантики образотворче мистецтво                                     | Вища школа дизайну (Інститут Пратта), Музей мистецтв та дизайну — Нью-Йорк                |

## Життя в коледжі очима учнів
- Adventures at UWC Red Cross Nordic. Helen RCN.Blogspot.com (англійською) . 4 листопада 2014. Архів оригіналу за 11 січня 2020. Процитовано 11 січня 2020.
- Adventures at Red Cross Nordic UWC. My adventures at the glorious UWC school in Norway. Anna RCNUWC.Blogspot.com (англійською) . 7 серпня 2015. Архів оригіналу за 11 січня 2020. Процитовано 11 січня 2020.
- Goodbye UWC Red Cross Nordic. WordPress (англійською) . 9 червня 2017. Архів оригіналу за 11 січня 2020. Процитовано 11 січня 2020.